# San Pietro che resuscita Tabitha
Il San Pietro che resuscita Tabita è un dipinto olio su tela (306×205 cm) di Fabrizio Santafede databile al 1611 e conservato presso il Pio Monte della Misericordia di Napoli.
La tela è conservata tutt'oggi presso lo stesso istituto per il quale fu eseguita, e cioè il Pio Monte della Misericordia. Inoltre, essa costituisce una delle sette opere conservate negli altrettanti sette altari minori circostanti quello maggiore posto al centro della chiesa che, a sua volta, conserva le Sette opere di Misericordia del Caravaggio.

## Descrizione
L'opera, che rappresenta San Pietro che resuscita la caritatevole Tabita, è caratterizzata da un affollamento della scena, alcuni tagli di luce fortemente accentuati che richiamano la scuola fiorentina, e soprattutto, la presenza del nudo di spalle, simbolo quest'ultima dell'influenza caravaggesca su Santafede.